# 谢集镇 (商丘市)
谢集镇，是中华人民共和国河南省商丘市梁园区下辖的一个乡镇级行政单位。

## 行政区划
谢集镇下辖以下地区：
叶庄村、史庄村、西董楼村、彭庄村、付庄村、宗庄村、王步口村、西街村、常庄村、尚楼村、张庄村、黄辛庄村、杨波楼村、孙楼村、贾台子村、肖庄村、冯庄村、朱庄寨村、熊楼村、三里村、王二保村、东街村、高楼村、郭武庄村和董千楼村。